# Maiorca (Figueira da Foz)
Maiorca é uma vila portuguesa sede da freguesia de Maiorca do município da Figueira da Foz, freguesia com 25,14 km² de área e 2298 habitantes (censo de 2021), tendo, assim, uma densidade populacional é 91,4 hab./km².
A povoação de Maiorca foi elevada à categoria de vila em 1995.
A freguesia de Maiorca confina com as freguesias de Alhadas, Santana e Vila Verde (do município da Figueira da Foz) e com a freguesia da Ereira (município de Montemor-o-Velho).

## História e lenda
O nome Maiorca provém da língua árabe, mais concretamente das palavras mal, significando "muito", e horca, significando "apertado". Esta designação foi utilizada devido à localização original da povoação, apertada entre dois braços do rio Mondego.
A tradição popular adoptou uma lenda para explicar o nome do povoado. De acordo com esta lenda, os habitantes de Montemor-o-Velho afirmariam, do cimo do seu castelo, que o monte onde este se encontra edificado era o maior da região, ao que os habitantes de Maiorca responderiam, em referência ao seu próprio monte, "maior cá". Vendo esta disputa de fora, a população de Verride diria "vede e ride".
A povoação da vila de Maiorca recebeu foral em 1194, outorgado pelo prior do Mosteiro de Santa Cruz.
Constituiu, até ao início do século XIX, o couto de Maiorca. Tinha, em 1801, 2613 habitantes. Foi sede de concelho até 1853. Era constituído pelas freguesias de Alhadas, de onde foi desanexada a freguesia de Moinhos da Gândara; Brenha; Ferreira-a-Nova, a qual gerou também a freguesia de Santana (Figueira da Foz), Maiorca e Quiaios, de onde foi destacada a freguesia de Bom Sucesso (Figueira da Foz). O referido concelho tinha, em 1849, 12 846 habitantes. A área da antiga Câmara correspondia à zona norte do actual município da Figueira da Foz, exceptuando as freguesias urbanas. Existe uma veneração secular e muito especial, ao Divino Senhor Bom Jesus da Paciência.

## Lugares
Além da vila, a freguesia de Maiorca é composta pelos lugares de:
- Alegria
- Anta
- Arneiro de Fora
- Arneiro de São João
- Barca de Sanfins
- Biscaínhas
- Cabra Figa
- Casais
- Casal Benzedor
- Casal da Falca
- Casal da Rola
- Castelo
- Cruzes
- Espinheira
- Entrecurrais
- Porto da Bouça
- Raposeira
- Relo
- Sanfins
- Santo Amaro da Bouça
- Serra de Castros
- Serra de São Bento
- Serrado de Coimbra
- Vale do Meio
- Vale do Poço

## Demografia
A população registada nos censos foi:
| Distribuição da população por grupos etários | Distribuição da população por grupos etários | Distribuição da população por grupos etários | Distribuição da população por grupos etários | Distribuição da população por grupos etários |
| -------------------------------------------- | -------------------------------------------- | -------------------------------------------- | -------------------------------------------- | -------------------------------------------- |
| Ano                                          | 0-14 Anos                                    | 15-24 Anos                                   | 25-64 Anos                                   | > 65 Anos                                    |
| 2001                                         | 389                                          | 427                                          | 1613                                         | 577                                          |
| 2011                                         | 278                                          | 247                                          | 1467                                         | 642                                          |
| 2021                                         | 204                                          | 201                                          | 1207                                         | 686                                          |

## Património
- Paço de Maiorca ou Paço dos Viscondes de Maiorca
- Casa da Quinta ou Casa da Baía
- Igreja Matriz da Paróquia do Santíssimo Salvador de Maiorca ou Igreja Paroquial do Santíssimo Salvador de Maiorca
- Capela de Nossa Senhora da Encarnação
- Capela de Nossa Senhora da Piedade
- Capela de Santo Amaro
- Capela de São Bento
- Capela do Divino Senhor Bom Jesus da Paciência
- Palácio do Conselheiro Lopes Branco